# 大新薬品
大新薬品株式会社（だいしんやくひん）は、愛媛県新居浜市に本社を置く医薬品・一般用医薬品・医療機器の卸売を中心とする日本の企業であった。現在はスズケングループの一社アスティスである。医薬品の卸売手。

## 概要
- 中国の上海より引き揚げ、郷里の愛媛県新居浜市で藤田二郎が「大新薬品」を1948年（昭和23年）設立した。
- 最初はアスピリン1万本を入手しそれを売り切ることから始まった。その時の「執念を持ってやれば素人でも商売はできる」「経営は人を信ずることから始まる」の精神は存続会社に今も行き続けている。
- 1961年（昭和36年）の国民皆保険制度により医薬品は医療用医薬品を中心として急激な成長を遂げ、1964年（昭和39年）7月には愛媛県の東予地区での販売にとどまらず県内すべてに販売網を広げた。
- 1967年（昭和42年）6月には主として南予地区を拠点としていた「新進薬品株式会社」の営業圏を譲り受け、県内全域に販売網を拡大する。
- 1967年（昭和42年）12月本社を愛媛県新居浜市新田町に新築移転し、各出先への商品輸送の効率化を図った。また、業務の多角化を図る為、昭和46年4月医療機器を扱う医療開発部門を設立。
- 医薬品産業は日本経済の2度にわたる石油危機でも2桁成長を続けた。しかし、1980年代に入ると、高福祉政策が財政難により行き詰まったことから、暗雲がたれ込めた。相次ぐ薬価引き下げなどによる競争の激化や、本四連絡橋の完成後の流通の変動を見越して、1985年（昭和60年）6月に徳島の同業者と対等合併に踏み切った（エイワ参考）。

## 会社概要
- 代表取締役社長　藤田晧二
- 資本金　1000万円

## 沿革
- 1948年3月 - 愛媛県新居浜市に「大新薬品」設立
- 1963年7月 - 「今治出張所」「宇和島出張所」開設
- 1963年12月 - 「松山出張所」開設
- 1967年6月 - 「新進薬品」の営業圏を譲り受る。
  - 「大州出張所」「八幡浜出張所」「中村出張所」開設
- 1967年12月 - 愛媛県新居浜市新田町に本社移転
- 1968年3月 - 「高松営業所」開設
- 1971年4月 - 医療開発部門新設
- 1985年6月 - 株式会社鈴江日進堂と合併し、株式会社エイワに商号を変更[1]

## 営業所
- 松山支店・高松支店・新居浜営業所・宇和島営業所・今治出張所・八幡浜出張所・中村出張所・丸亀出張所

## 主な取引メーカー
- 住友製薬
- 萬有製薬
- 日本新薬
- 三共
- 中外製薬
- 協和発酵